# 里奇男孩
里奇男孩（Ritchie Boys）是一个美国特种部队，由德国-奥地利裔美国军事情报局军官和二战士兵组成，在马里兰州华盛顿县的里奇营（Camp Ritchie）接受训练。他们中的许多人是逃离纳粹迫害的犹太人，由于对德国语言和文化的了解，他们主要在欧洲前线审讯囚犯和并从事反情报工作。此外，他们还作为检察官和翻译参与了纽伦堡审判。

## 里奇营
里奇男孩由约15,200名军人组成，他们中大约14%（2,200人）是出生在德国或奥地利的犹太难民，被安排到一起是因为他们能流利地使用德语、法语、意大利语、波兰语或二战期间美军所需的其他语言。他们中有被征召入伍的，也有自愿加入的。参与该计划的一些犹太难民最初抵达美国时还是儿童，许多人甚至没有父母伴随，即“One Thousand Children”。
他们在里奇营的军事情报培训中心（Military Intelligence Training Center）接受了培训，这里即后来的里奇堡（1998年关闭）。他们接受了情报、反情报、审讯、调查和心理战方面的训练，其中900人还在宾夕法尼亚州夏普营（Camp Sharpe）参加了训练。犹太难民比大多数美国出生的士兵更懂德语，也更了解德国人的心态和行为。他们在前线工作，负责审讯、分析德国的军人和计划、削弱敌人的士气。他们大部分都加入了美國陸軍反情报部队（Counter Intelligence Corps）。

## 欧洲
1941年12月11日德国对美国宣战后，里奇男孩成为了盟军的重要武器。他们中的许多人在1944年6月6日诺曼底登陆后进入欧洲战场。他们离开了部队，开始执行其特殊任务，为盟军提供了不少有价值的信息。此外，里奇男孩还会审问战俘和叛逃者，以获取德军兵力、部队调动以及德军身心状态相关信息。

## 战后
美国陆军的一份战后机密报告指出，在欧洲收集的可靠情报中有近60%来自里奇男孩。
战后，许多里奇男孩成为翻译或审讯员，其中一些参与了纽伦堡审判。里奇男孩于2011年7月23日至25日在密歇根州法明顿希尔斯的大屠杀纪念中心首次重聚。